# Їлове
Їлове (нім. Eulau) — місто на північному заході Чеської Республіки в районі Дечин, Устецький край.

## Історія
Перші письмові згадки про Їлове датовані 1348 роком.

## Географія
Розташоване за 8 км на захід від міста Дечин, на річці Їловски-Потік (притока Ельби), на висоті 276 м над рівнем моря, недалеко від кордону з Німеччиною.

## Населення
Населення за даними на січень 2012 року становить 5172 людини.
| Рік       | 1970 | 1980 | 1991 | 2001 | 2003 | 2012 |
| --------- | ---- | ---- | ---- | ---- | ---- | ---- |
| Населення | 3803 | 4920 | 5195 | 5259 | 5307 | 5172 |

## Міста-побратими
- Німеччина Розенталь-Білаталь

## Галерея

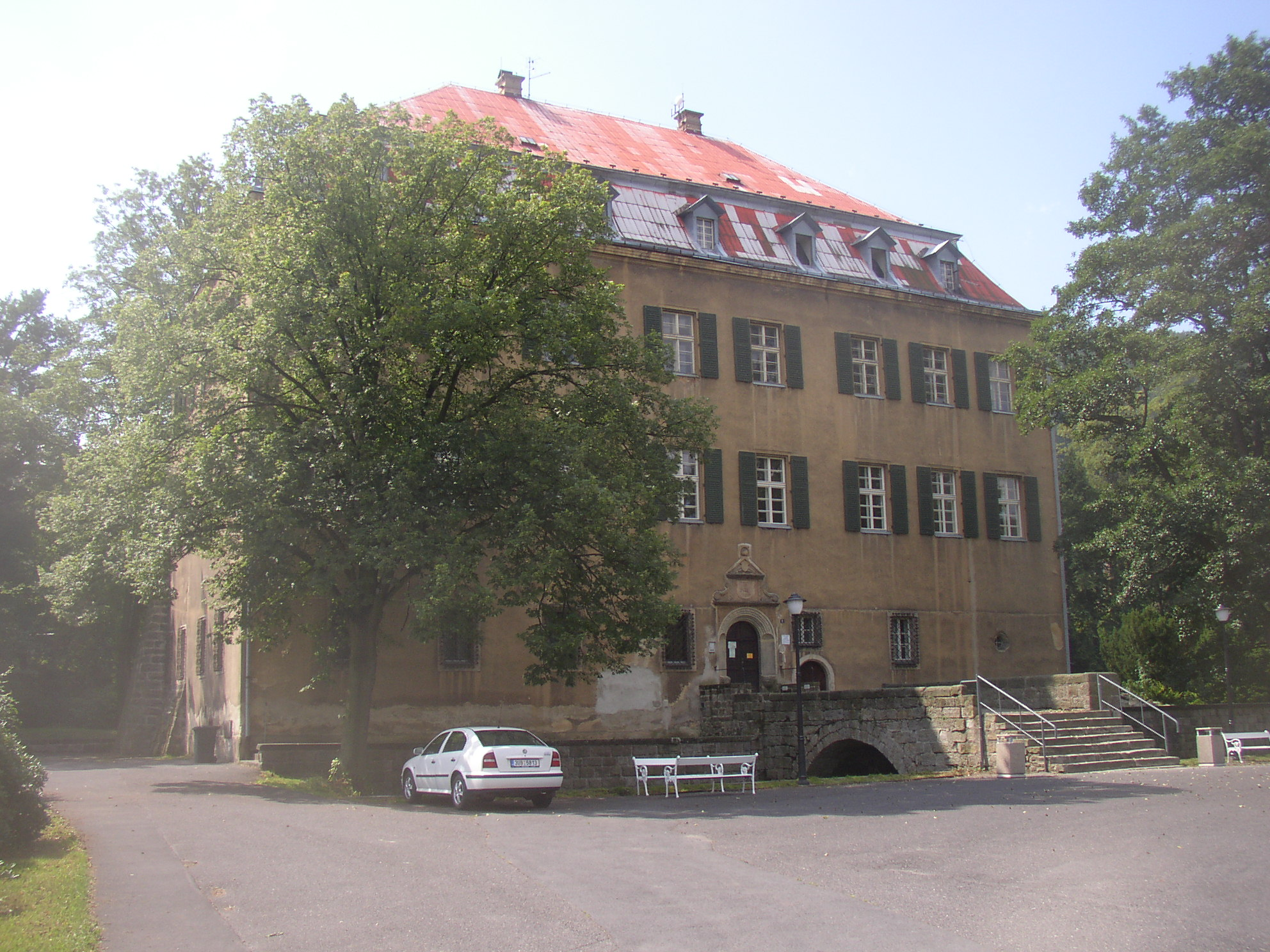
Їловський замок
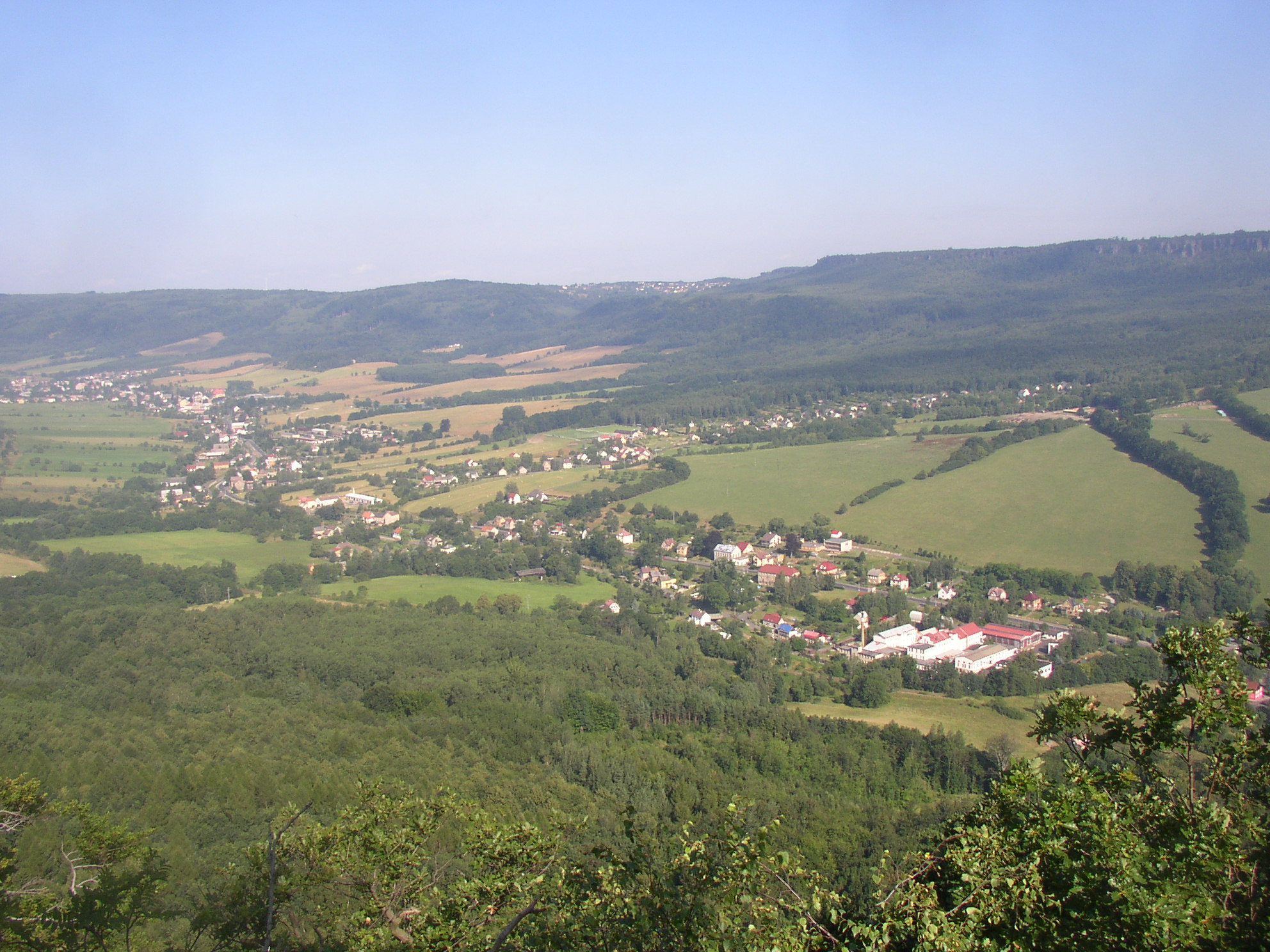
Долина річки Їловський Потік